# Karlskirche
De Karlskirche is een rooms-katholieke kerk aan de Karlsplatz in Wenen. Carolus Borromeus is de patroonheilige van deze kerk. De kerk heeft een portico naar antiek voorbeeld. In de Karlskirche kan men met een glazen lift naar 30 meter hoogte in de koepel worden gebracht, waardoor de mooie plafondschildering goed zichtbaar is. De twee zuilen aan de voorzijde van de kerk zijn geïnspireerd op de Zuil van Trajanus in Rome; zij versterken de Bijbelse toespelingen op de Tempel van Salomo.

## Geschiedenis

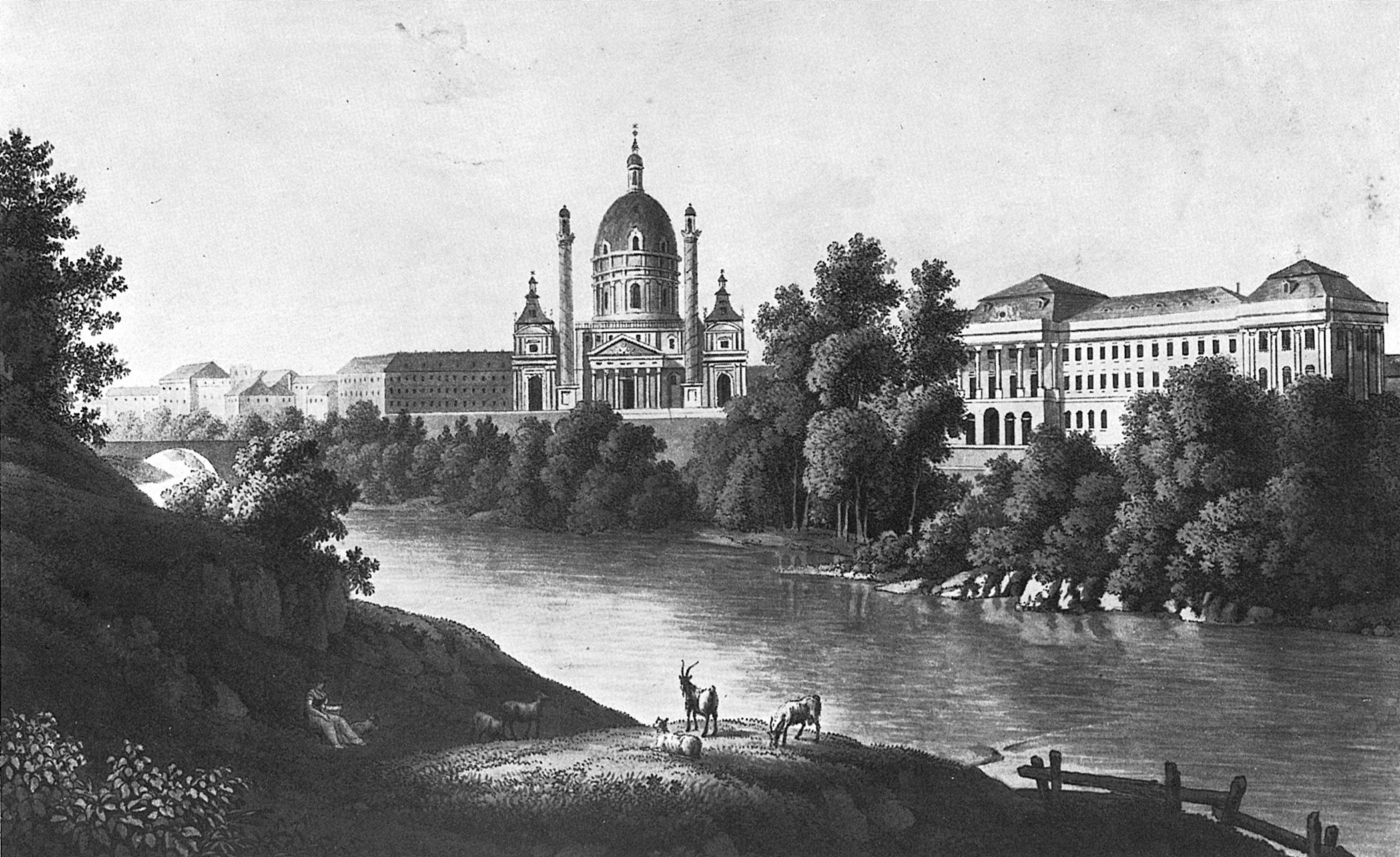
De Karlskirche met de rivier de Wien, 1822

Op 22 oktober 1713, tijdens de laatste grote pestepidemie in Wenen, beloofde keizer Karel VI in de Stephansdom, een kerk voor zijn patroon Carolus Borromeus te bouwen, als de epidemie tot een eind zou komen. De gelofte "Vota mea reddam in conspectu timentium deum" (naar Psalm 21) bevindt zich in gouden letters onder de puntgevel aan de voorzijde. Wegens de gelofte is sprake van een votiefkerk.
Toen de pest in 1714 tot een einde was gekomen, schreef de keizer voor de bouw een wedstrijd uit onder architecten.
De kerk was van 1783 tot 1918 patroonskerk van de keizer en werd sinds 1738 door de Orde van het Kruis met de Rode Ster uit Praag beheerd. Slechts van 1959 tot 1976 werd de kerk door de Premonstratenzers van het Stift Geras beheerd. De in 1783 gestichte parochie St. Karl Borromäus werd op 31 december 2016 opgeheven en toegevoegd aan de parochie van St. Elisabeth in Wenen-Wieden. Vanaf 1 januari 2017 is het kerkgebouw een quasi-parochie, beheerd door de Orde van het Kruis met de Rode Ster.
Tot in de jaren 1950 zong in de Karlskirche regelmatig een knapenkoor, de Singspatzen. In september 2017 is opnieuw gestart met een knapenkoor in oprichting, dat gezongen bijdragen aan de missen moet gaan leveren.

## Ontwerp en bouw

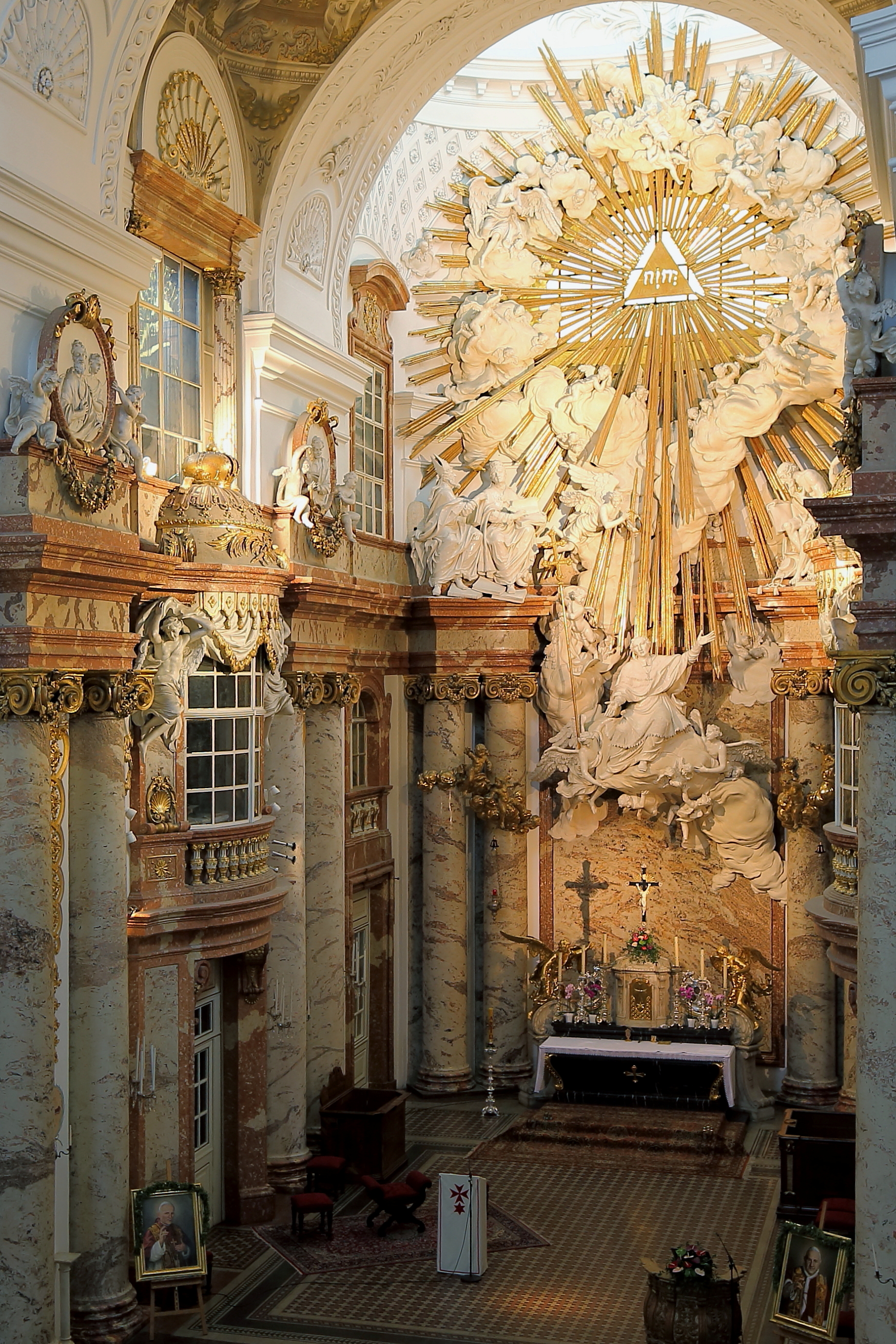
Koor en oratorium

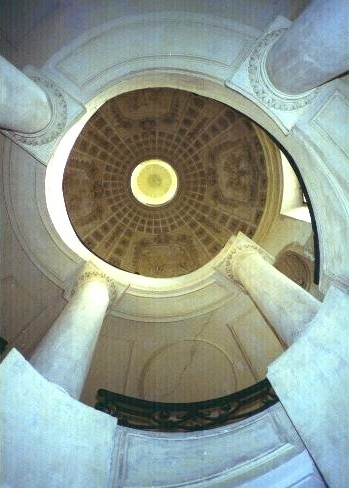
Keizeroratorium

De ontwerpwedstrijd werd gewonnen door Johann Bernhard Fischer von Erlach, andere deelnemers waren onder andere Ferdinando Galli da Bibiena en Johann Lukas von Hildebrandt. De kerk herbergt kenmerken uit de bouwkunst van Rome en Constantinopel. De Hagia Sophia en de Zuil van Trajanus zijn erin te herkennen. Op 4 februari 1716 werd de eerste steen gelegd.
Aan beide zijden van het koor en als opgang naar het oratorium zijn ongewoon grote wenteltrappen aangebracht. De tabernakel is gemaakt van Laaser marmer uit de Dolomieten en de altaartreden van zwart Nassauer-marmer. De grote, van binnen holle, zuilen zijn gemaakt van Zogelsdorfer stein. De spiraalvormige reliëfs op de zuilen zijn van de beeldhouwers Johann Baptist Mader, Johann Baptist Straub en Jakob Christoph Schletterer, de adelaar erbovenop van Lorenzo Mattielli.
Na de dood van de architect in 1723 werd de bouw door zijn zoon Joseph Emanuel begeleid en in 1739 afgerond. De plannen werden door hem deels veranderd.
Boven de kerkzaal verheft zich een koepel met een doorsnee van 25 meter. Onderaan is de koepel niet rond maar enigszins ellipsvormig. Een verband met Romeinse bouwwerken en met de Hagia Sophia in Constantinopel werd al in 1733 gemaakt. Daarbij werd Wenen gezien als een combinatie van het nieuwe Jeruzalem, Rome en Constantinopel.
De bouwkosten werden mede gedragen door Spanje, het hertogdom Milaan en de Nederlanden.

## Beelden en decoraties

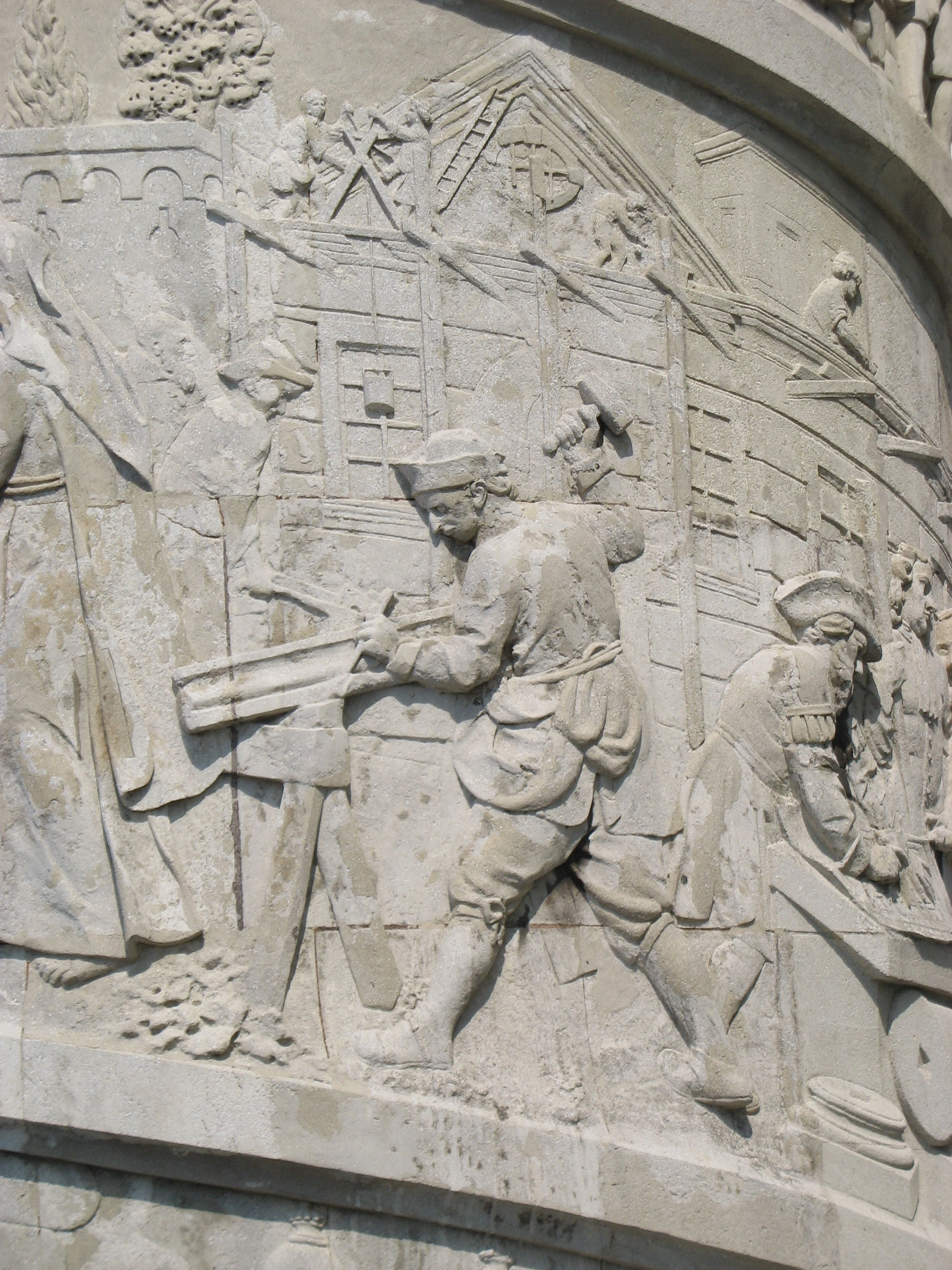
Reliëf op de zuilen

De afbeeldingen aan en in de kerk zijn bedacht door de hofbeambte Carl Gustav Heraeus. Het reliëf op de gevel boven de ingang verwijst naar de reden van de bouw. Het toont hoe de door de pest getroffen stad door de voorbede van Borromeus wordt gered. Aan de attiek achter de gevel zijn de allegorische figuren van godsdienst, barmhartigheid, boetvaardigheid en gebedsijver te zien. De attika is een van de elementen die door de jongere Fischer zijn toegevoegd. De zuilen tonen in een spiraalreliëf motieven uit het leven van Borromeus maar moeten ook aan de Zuilen van Hercules doen denken en dienen als symbolen van keizerlijke macht. De ingang wordt door twee engelen geflankeerd. De ene toont een slang als symbool van het Oude Testament, de andere het kruis voor het Nieuwe Testament.

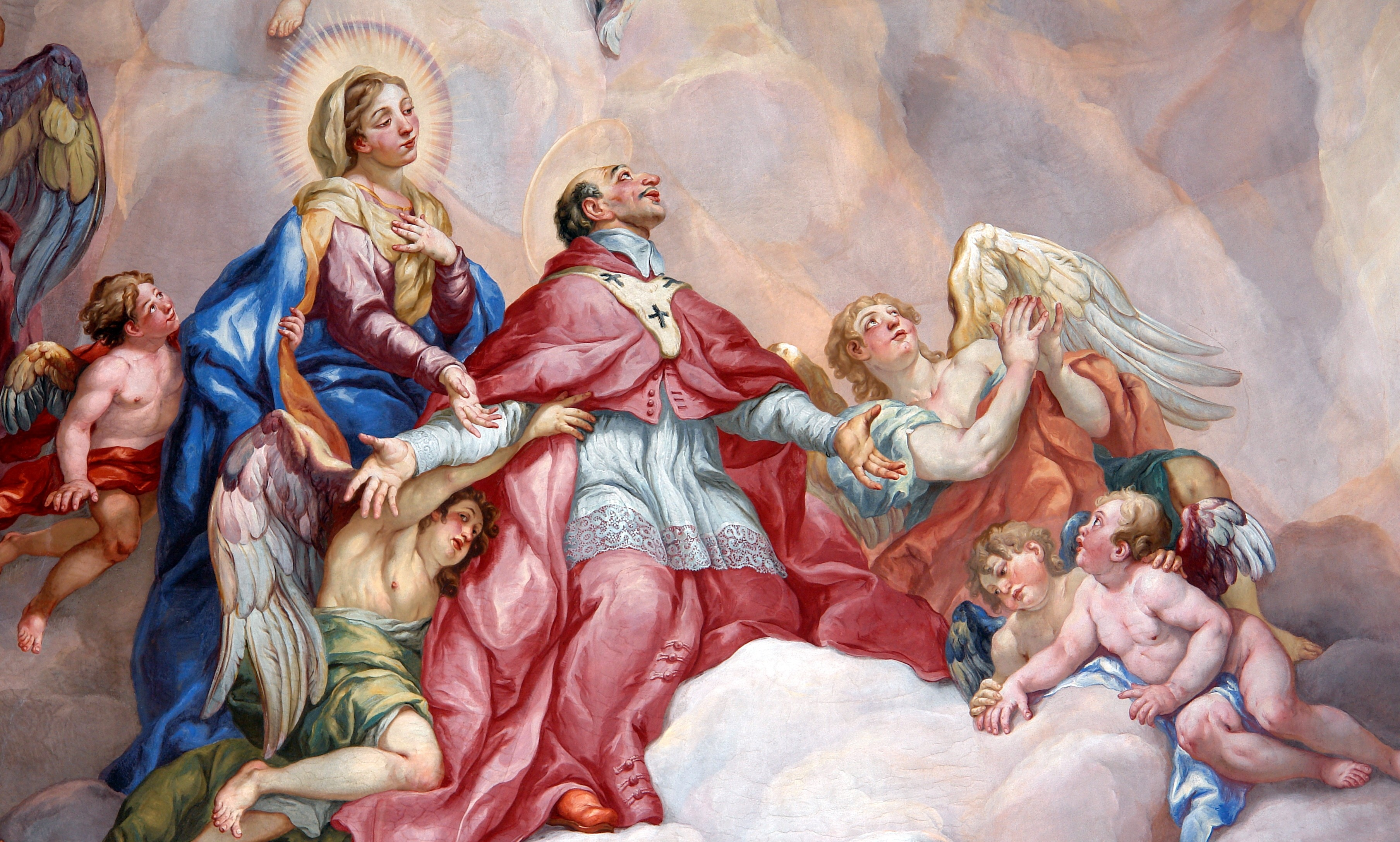
Borromeüs op de koepelfresko, door Johann Michael Rottmayr

De fresco in de koepel is van de hand van Johann Michael Rottmayr en Gaetano Fanti; het stelt een gebed van Borromeus voor dat door Maria wordt ondersteund. Deze scène wordt geflankeerd door de drie Christelijke deugden geloof, hoop en liefde.

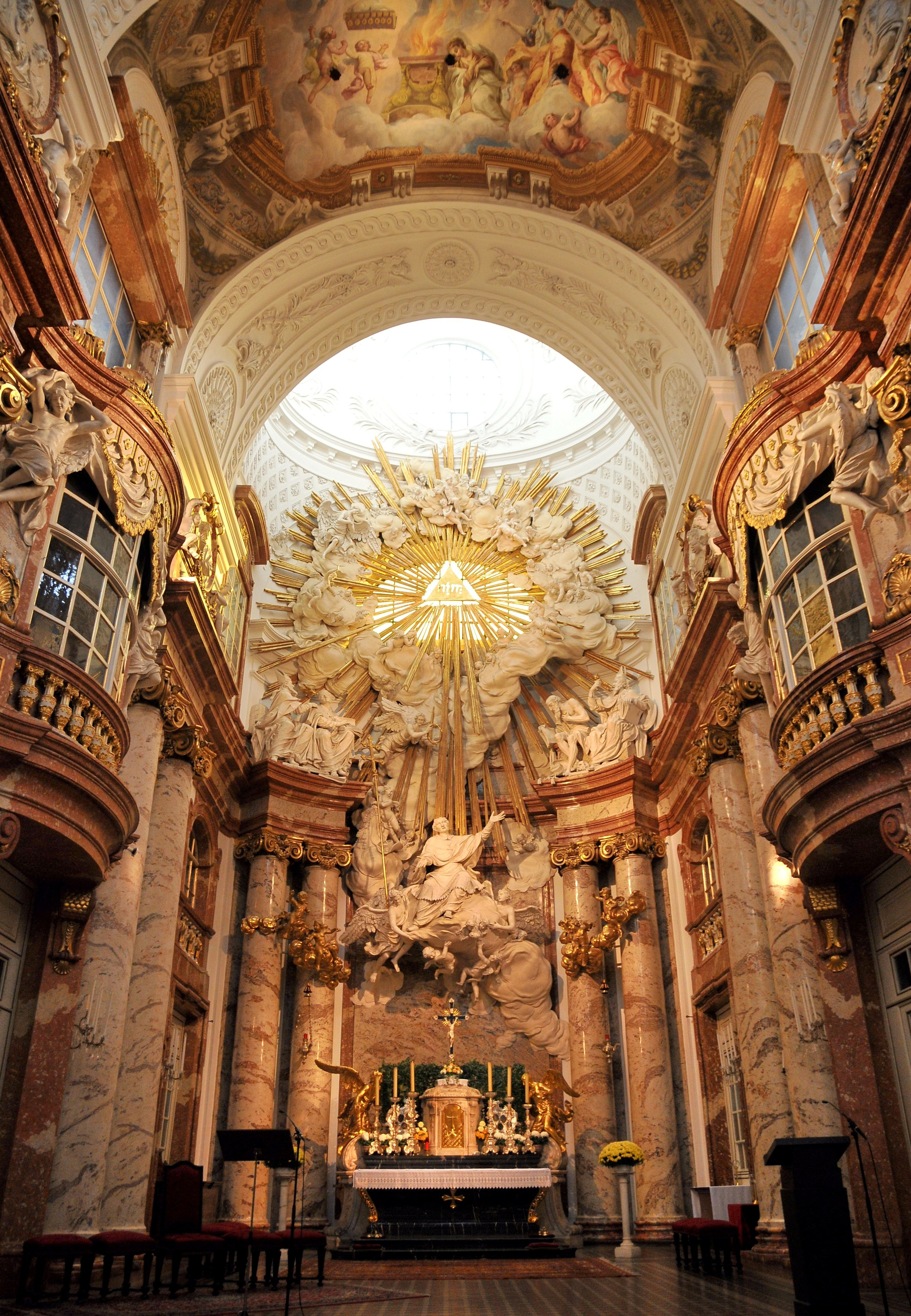
Beeld boven het hoofdaltaar

Het beeld boven het hoogaltaar stelt de opname van Borromeus in de hemel voor. De afbeeldingen bij de altaren in de zijkapellen zijn van verschillende kunstenaars, onder andere Daniël Gran, Sebastiano Ricci en Giovanni Antonio Pellegrini. Op de voluten bij twee van deze altaren staan allegorische figuren van de Venetiaanse beeldhouwer Antonio Corradini.
Van de lichtwerking en architectonische indeling, in het bijzonder de hoge arcade-openingen, gaat een sterke werking uit. De kleurtonen worden bepaald door het marmer, van goudkleurige decoratie is slechts spaarzaam gebruik gemaakt. Het ronde venster boven het altaar met de Hebreeuwse JHWH-Tetragram symboliseert de almacht van God en door de warme gele kleur tegelijk zijn liefde.
Begin 2018 is voor bezoekers een trap en een lift aangelegd, waarmee men tot het platform vlak onder de koepel met de fresco kan komen. Door een panoramaruit is er uitzicht op de stad Wenen.